# محمد حسين النائيني
محمد حسين الغروي النائيني (بالفارسية: محمد حسین غروی نائینی)،(1860 م - ) هو الميرزا محمّد حسين بن الشيخ عبد الرحيم الغروي النائيني مرجع ديني شيعي إيراني.، من مؤيدي الحركة المشروطة في إيران

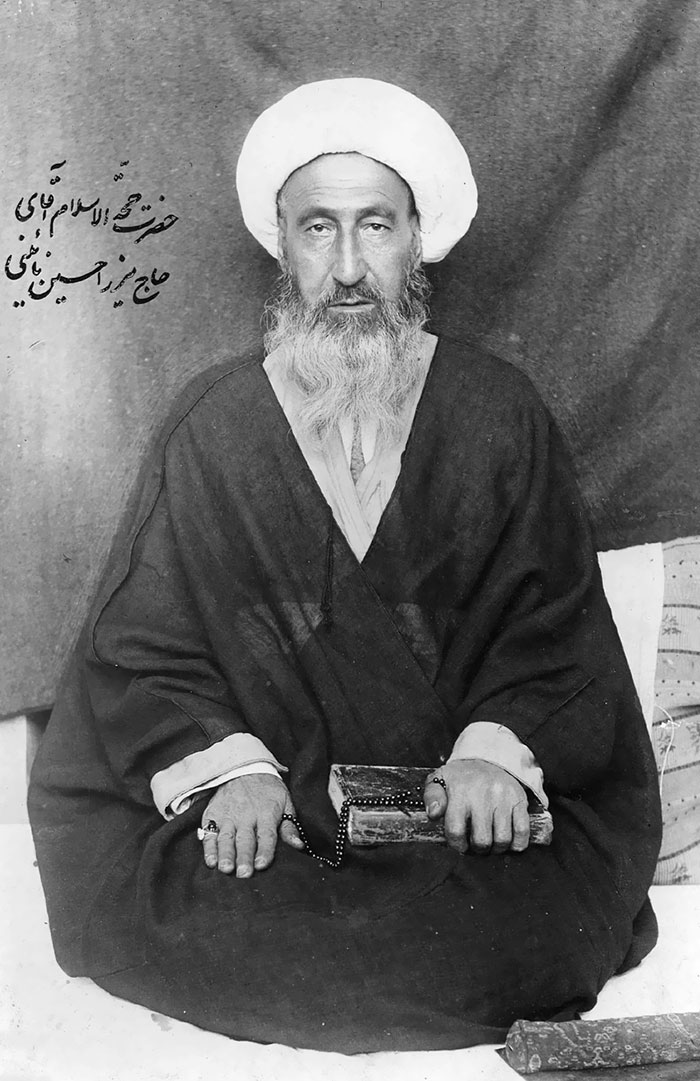
آيت الله ميرزا نائيني في النجف

## اسمه ونشأته
هو محمد حسين بن عبد الرحيم بن محمد سعيد الغروي النائيني، ولد في 25 ذي القعدة 1277هـ بمدينة نائين في إيران، الموافق 1860م.درس المبادئ والعلوم الأدبية في مسقط رأسه نائين، وفي أوائل بلوغه سافر إلى أصفهان التي كانت آنذاك مركزاً للحوزة العلمية، لإكمال دراسته هناك، وبعد سبع سنوات سافر إلى مدينة سامراء عام 1303 هـ للاستفادة من المجددالشيرازي، وفي عام 1314 هـ بعد وفاة الشيرازي بسنتين سافر إلى مدينة كربلاء، وبقي فيها سنتين، ثمّ انتقل إلى مدينة النجف و بقي فيها إلى آخر حياته.
انتقلت إليه المرجعية بعد وفاة الشيخ فتح الله الإصفهاني.و كان النائيني من العلماء الإيرانيين الذين أيدوا الحركة الدستورية في بداية القرن العشرين في إيران.

## أساتذته[5]
1. محمّد باقر الأصفهاني.
2. محمد حسين الأصفهاني.
3. أبو المعالي الكلباسي.
4. محمد حسن الشيرازي، المعروف بالشيرازي الكبير.

## ما قيل فيه
قال عنه محمد حسين آل كاشف الغطاء: (كانت كل أحواله وأعماله وعلومه تدل على نفس كبيرة ذات قدسية كريمة، قليلة النظير أو معدومة المثيل).
و قال آغا بزرك الطهراني: (كان إذا وقف للصلاة ارتعدت فرائصه، وابتلّت لحيته من دموع عينيه).
كذلك قوله فيه: (أمَّا هو في الأُصول فأمر عظيم، لأنّه أحاط بكلِّياته، ودقَّقه تدقيقًا مدهشًا، وأتقنه إتقانًا غريبًا، وقد رنَّ الفضاء بأقواله ونظرياته العميقة، كما انطبعت أفكار أكثر المعاصرين بطابع خاص من آرائه، حتّى عُدَّ مُجدِّدًا في هذا العلم،.... وكان لبحثه ميزة خاصَّة لدقَّة مسلكه، وغموض تحقيقاته، فلا يحضره إلاّ ذووا الكفاءة من أهل النظر، ولا مجال فيه للناشئين والمتوسّطين، لقصورهم عن الاستفادة منه).

## تلامذته
1. محمّد حسين القاضي الطباطبائي.
2. محمد علي الكاظمي الخراساني.
3. محمّد هادي الحسيني الميلاني.
4. حسن الموسوي البجنوردي.
5. محمود الحسيني الشاهرودي.
6. محمد حجت الكوهكمري.
7. محسن الطباطبائي الحكيم.
8. جمال الدين الكلبايكاني.
9. الشيخ علي محمد البروجردي.
10. الشيخ محمد باقر الأشتياني.
11. السيد صدر الدين الصدر.
12. الشيخ عبد الحسين الأميني.
13. الشيخ محمد حسن المظفر.
14. الشيخ محمد رضا المظفر.
15. الشيخ محمد حسين المظفر.
16. الشيخ موسى الخونساري.
17. السيد أبو القاسم الخوئي.
18. الشيخ مهدي الأصفهاني.
19. الشيخ محمد تقي الآملي.
20. الشيخ حسين الحلي.

## مؤلفاته
1. رسالة الصلاة في المشكوك.
2. تعليقة على العروة الوثقى.
3. رسالة في المعاني الحرفية.
4. رسالة في التعبّدية والتوصّلية.
5. رسالة في الترتّب.
6. وسيلة النجاة.
7. مناسك الحج.
8. ذخيرة العباد، باللغة الفارسية.
9. الفتاوى.
10. تنبيه الأُمَّة وتنزيه الملّة (في وجوب إقامة النظام الدستوري).
11. أجود التقريرات، وهو بحوث في الأُصول.
12. فوائد الأُصول.
13. منية الطالب.
14. المكاسب والبيع.
15. كتاب الصلاة.

## وفاته
توفّي النائيني في 26 جمادى الأُولى 1355هـ بمدينة النجف عن عمر يناهز 76 عاماً، ودفن في مرقد الإمام علي ابن أبي طالب.

## انظر ايضاً
- محمد الحجة الكوهكمري.